# Aparhant
Aparhant is een plaats (község) en gemeente in het Hongaarse comitaat Tolna. Aparhant telt 1154 inwoners (2001).